# José Luis Doctor
José Luis Doctor (Estado de México, 14 de junio de 1996) es un atleta mexicano especializado en marcha atlética. Integró la delegación mexicana en los Juegos Olímpicos de París 2024.

## Trayectoria
Inició a los 12 años entrenamiento en atletismo. Doctor no logró clasificar a los Juegos Olímpicos de Tokio 2020, por lo que perdió apoyos y becas para proseguir entrenando.Tras 14 años de trayectoria en 2022 el medallista olímpico Raúl González lo incluyó en su equipo de entrenamiento. Ese mismo año obtuvo medalla de plata en la categoría de 35 kilómetros en la ciudad de Dudinska con una marca de 2:29:24. Dicha victoria le representó el pase al Campeonato Mundial de Atletismo celebrado en ese año en los Estados Unidos.
Consiguió su clasificación a París 2024 en el XXXVI Gran Premio Internacional Cantonés A Coruña con una marca de 1:19.41, lo que mereció el sexto lugar general de la competencia.En 2023 ganó medalla de oro en los XXIV Juegos Centroamericanos y del Caribe en los 20 kilómetros con un tiempo de 1:22:35
En la prueba de 20 kilómetros de marcha en París 2024 fue descalificado.

## Logros
| Representando México | Representando México                      | Representando México      | Representando México | Representando México |
| Año                  | Competición                               | Lugar                     | Resultado            | Distancia            |
| -------------------- | ----------------------------------------- | ------------------------- | -------------------- | -------------------- |
| 2023                 | XXIV Juegos Centroamericanos y del Caribe | San Salvador, El Salvador | 1º                   | 20 km                |